# Pequena Curaçau
Pequena Curaçau (em neerlandês: Klein Curaçao) é uma pequena ilha do mar do Caribe (mar das Caraíbas) que pertence administrativamente a Curaçau e tem uma área estimada em 1,7 quilômetros quadrados.
É um pequeno ilhéu sem população residente, situado a 28 km a sul-sudeste de Curaçau. As únicas construções que há são um velho farol e umas casas de praia.
Pequenos botes visitam-na todos os dias.